# Wilczek (Adelsgeschlecht)

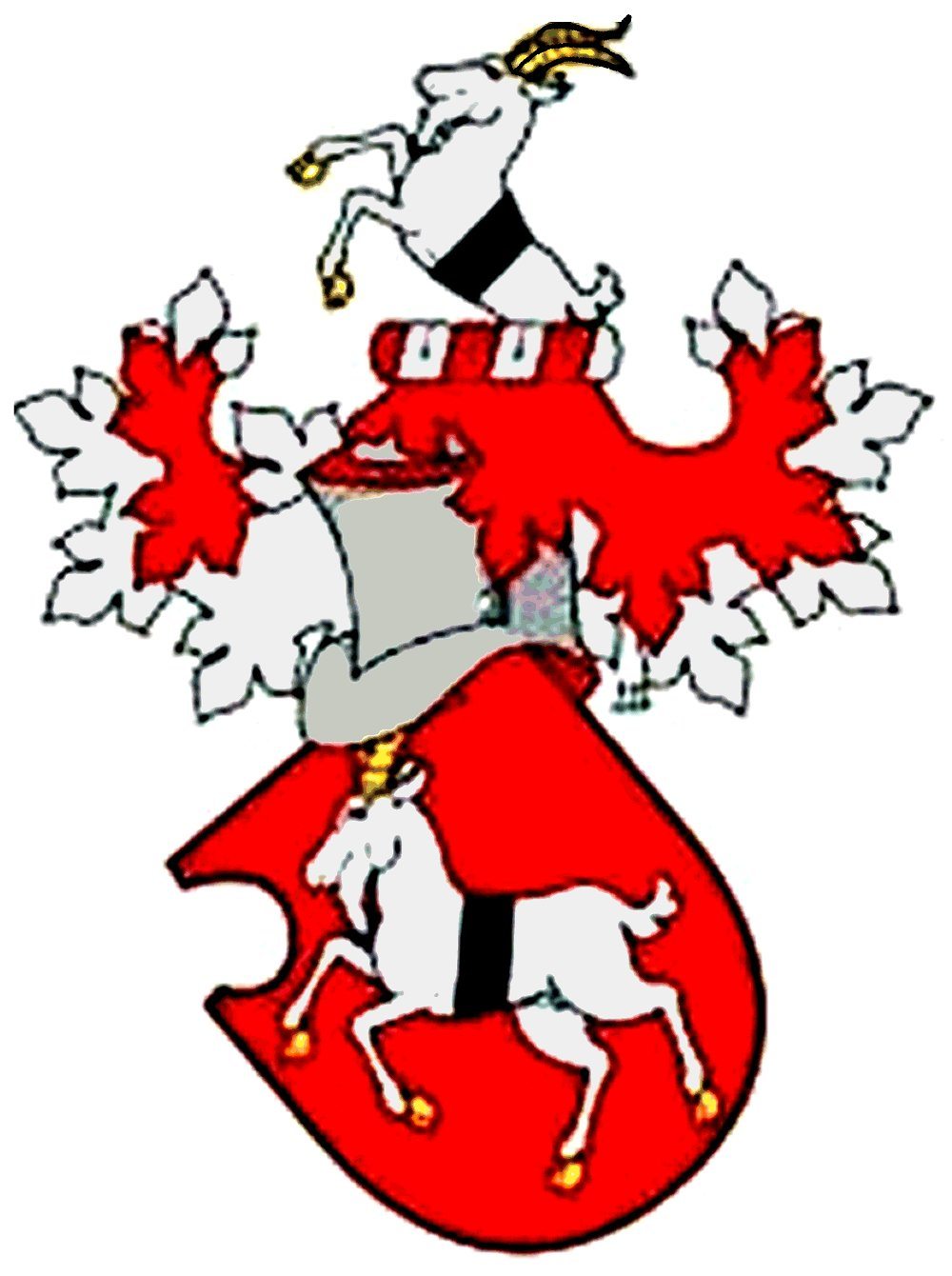
Stammwappen

Wilczek, auch Wilczeck, ist der Name eines bedeutenden Adelsgeschlechts aus Österreichisch-Schlesien, das dem polnischen Uradel entstammt. Die Familie, die 1500 in den Freiherrenstand und 1714 in den Grafenstand erhoben wurde, ist zu unterscheiden von dem oberschlesischen Adelsgeschlecht Welczeck.

## Geschichte

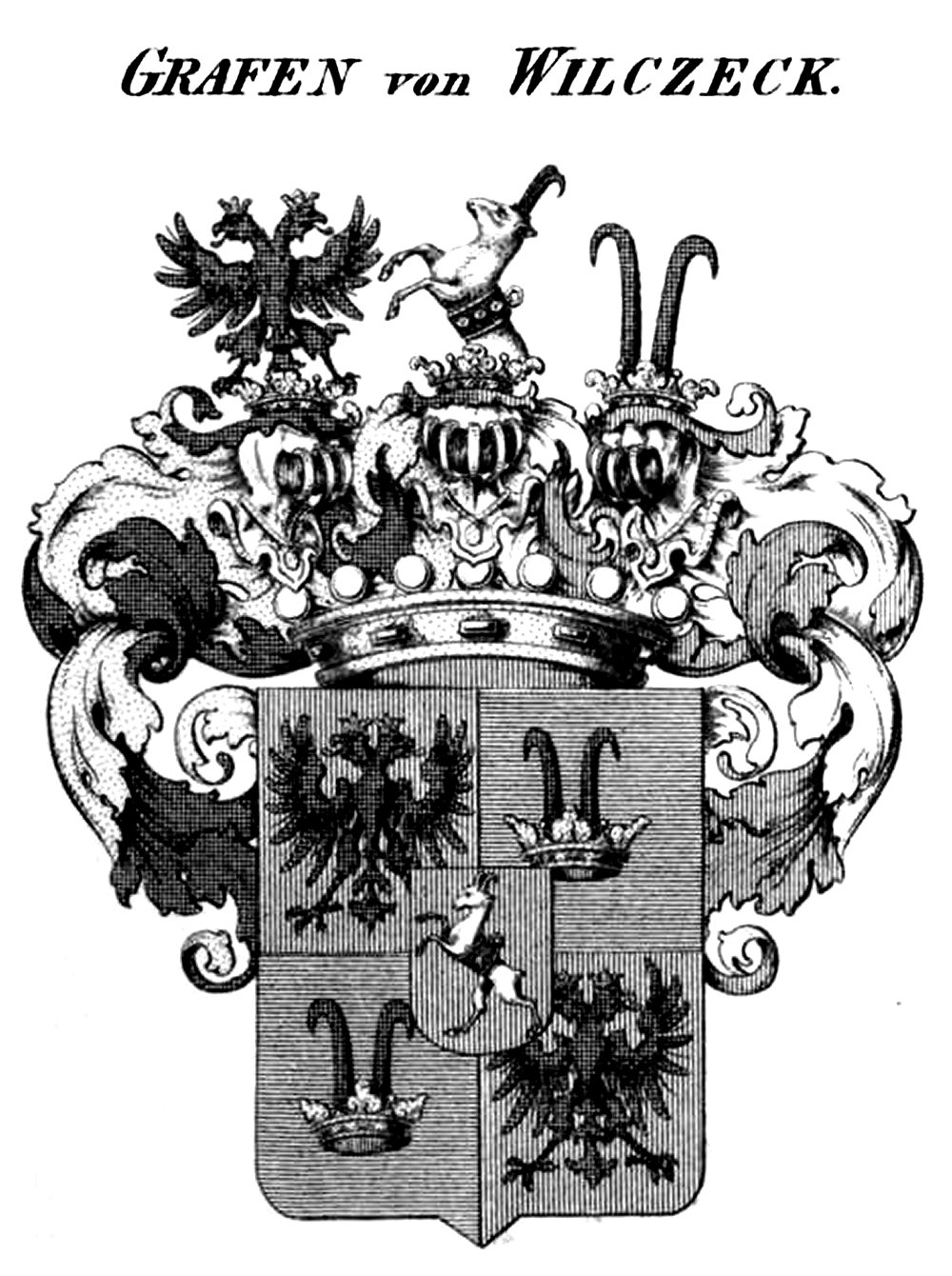
Geviertes Gräfliches Wappen

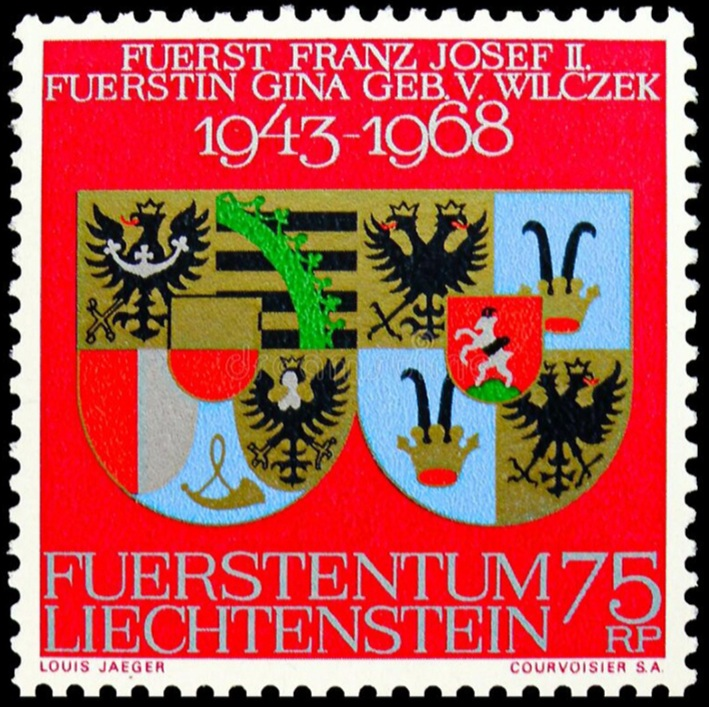
Allianzwappen Fürstenhaus Liechtenstein und reichsgräfliches Haus Wilczek, anlässlich Silberhochzeitstag des Fürstlichen Ehepaares, Liechtensteiner Briefmarke 1968

Die der polnischen Wappengemeinschaft Herb Koziel angehörende Familie erscheint erstmals 1370 mit Nikolaus Wilczek als Woiwode von Sandomir. Die ununterbrochene Stammreihe beginnt mit den Brüdern Caspar, Melchior und Balthasar Wilczek. Durch die Heirat von Balthasar Wilczek mit Katharina von Post, der Witwe des Hetmans Johann Trnka von Ratibor, kam Hultschin im Herzogtum Troppau in den Besitz der Familie. 1500 erhielt Balthasar von Wilczek von Kaiser Maximilian I. den erblichen Freiherrenstand. Nach dem Verkauf von Hultschin erwarb er zusammen mit seinen Söhnen Nikolaus und Melchior Wilczek die Herrschaft Loslau in Schlesien.
Der Stammvater aller späterer Sprossen Wilczek, Heinrich Wilhelm Graf von Wilczek (1665–1739), stieg zum Generalfeldmarschall und Hofkriegsrat auf. Kaiser Joseph I. erhob ihn 1714 in den erblichen Reichsgrafenstand und 1709 in den ungarischen Adelsstand. Darauf ernannte ihn Kaiser Karl VI. zum Gesandten und Botschafter an den Höfen in Moskau, Berlin und Stockholm. Der Gründer der älteren gräflichen Linie, Joseph Maria Graf von Wilczek (1700–1777), fungierte als k. k. Geheimrat und Reichshofrat und war Besitzer der Fideikommiss-Herrschaften Königsberg, Poruba, Groß Pohlom, Polnisch-Ostrau und Hruschau.
Johann Joseph Balthasar Graf von Wilczek (1710–1787), Herr der Herrschaft Walkersdorf in Niederösterreich, gründete die jüngere gräfliche Linie. Sein ältester Sohn Franz Johann Graf von Wilczek (1748–1834) bekleidete das Amt des niederösterreichischen Landrates und erwarb zusätzlich die Herrschaften Gänserndorf, Harmannsdorf und Trensdorf. 1769 erhielt Mathias Wilczek (* 1718), der Sohn des Bürgermeisters von Kosel in Schlesien Andreas Jakob Wilczek, die Bestätigung des alten Adels und 1787 den preußischen Freiherrenstand. 1782 wurde der Bürgermeister und Konsul von Lemberg Dominik Wilczek in die galizische Adelsmatrikel aufgenommen.
Joseph August Graf von Wilczek († 1828) diente als Feldmarschall-Leutnant und seit 1778 als Flügeladjutant des Kaisers Joseph II. Sein Sohn Friedrich Graf von Wilczek (* 1790) trat in den Staatsdienst ein. 1822 wurde er Hofrat im Finanzministerium, 1840 Präsident des Generalrechnungsministeriums und schließlich 1836 Ehrenmitglied der Akademie der bildenden Künste Wien. 1825 erwarb der Sohn von Johann Joseph Balthasar, Franz Josef Graf von Wilczek (1748–1834) das Palais Brassican-Wilczek in Wien, welches sich seit Mitte des 16. Jahrhunderts im Besitz der Freiherren Brassican befand. Sein Sohn war Stanislaus Joseph Graf von Wilczek (1792–1847).
Der Sohn von Stanislaus Joseph, Johann Nepomuk Graf von Wilczek (1837–1922), nahm 1872 an einer Nordpol-Expedition teil. Von 1874 bis 1906 ließ er die Burgruine Kreuzenstein in Niederösterreich als Museum für seine umfangreichen Kunstsammlungen wiederaufbauen. 1886 erwarb er die verfallene Burganlage Schloss Moosham im Salzburger Land und restaurierte sie ebenfalls. Beide Burgen befinden sich bis heute im Besitz der Familie Wilczek. Johann Nepomuks Urenkelin Georgina von Wilczek (1921–1989) heiratete 1943 den regierenden Fürsten von Liechtenstein, Franz Josef II. Die Fürstin war die Mutter des jetzt regierenden, 1945 geborenen Fürsten Hans-Adam II.

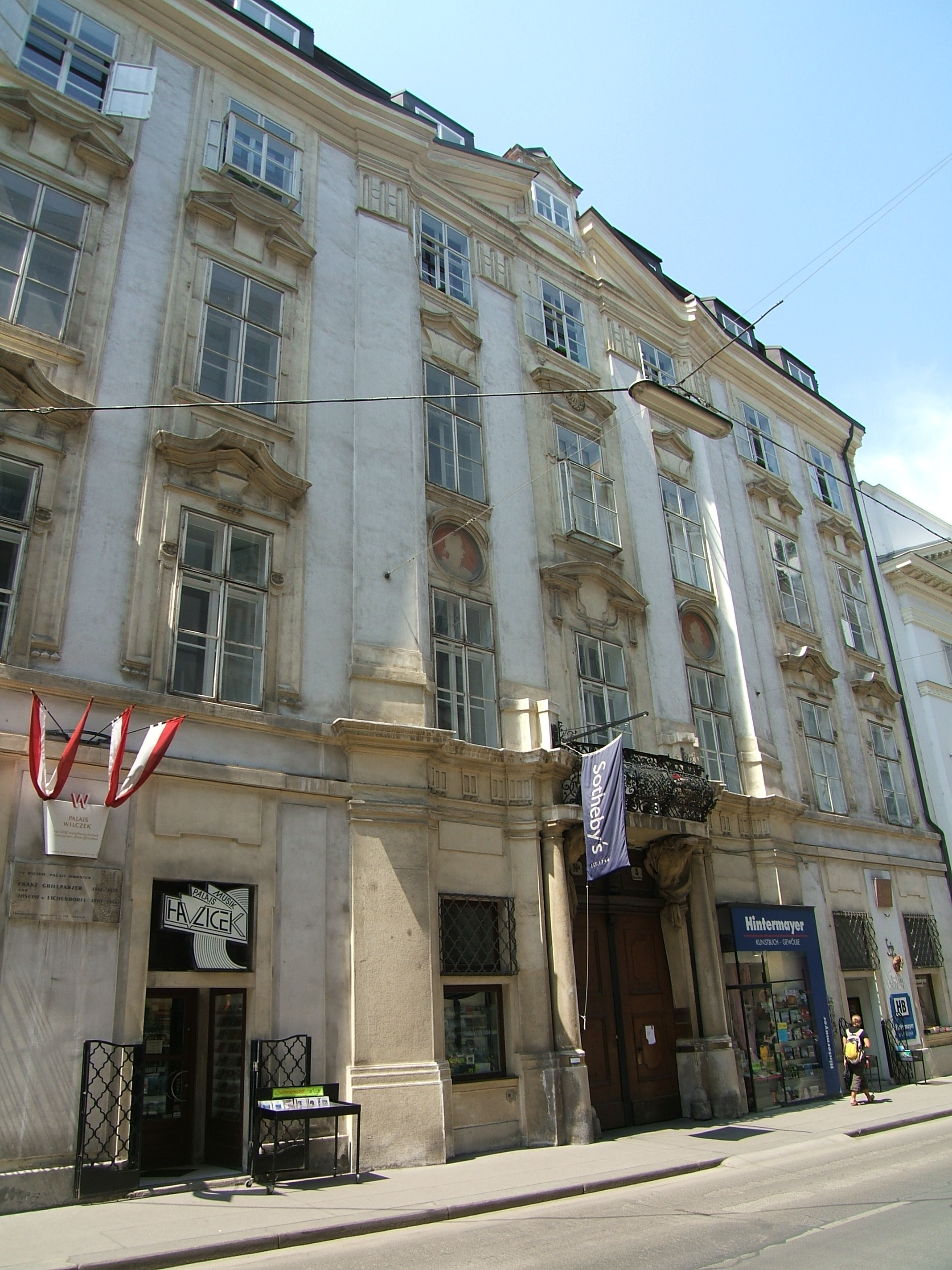
Palais Brassican-Wilczek, Wien
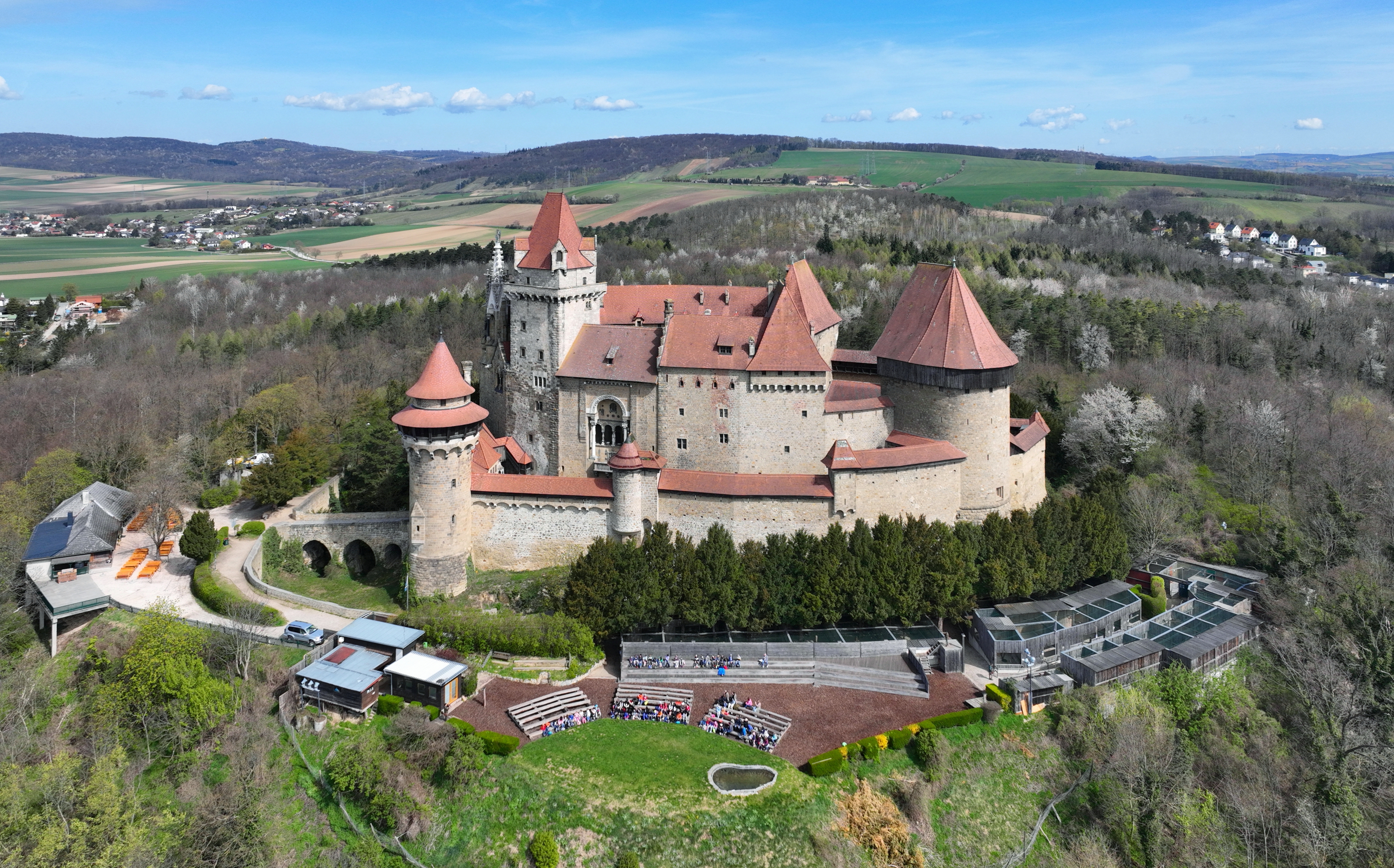
Burg Kreuzenstein, Niederösterreich
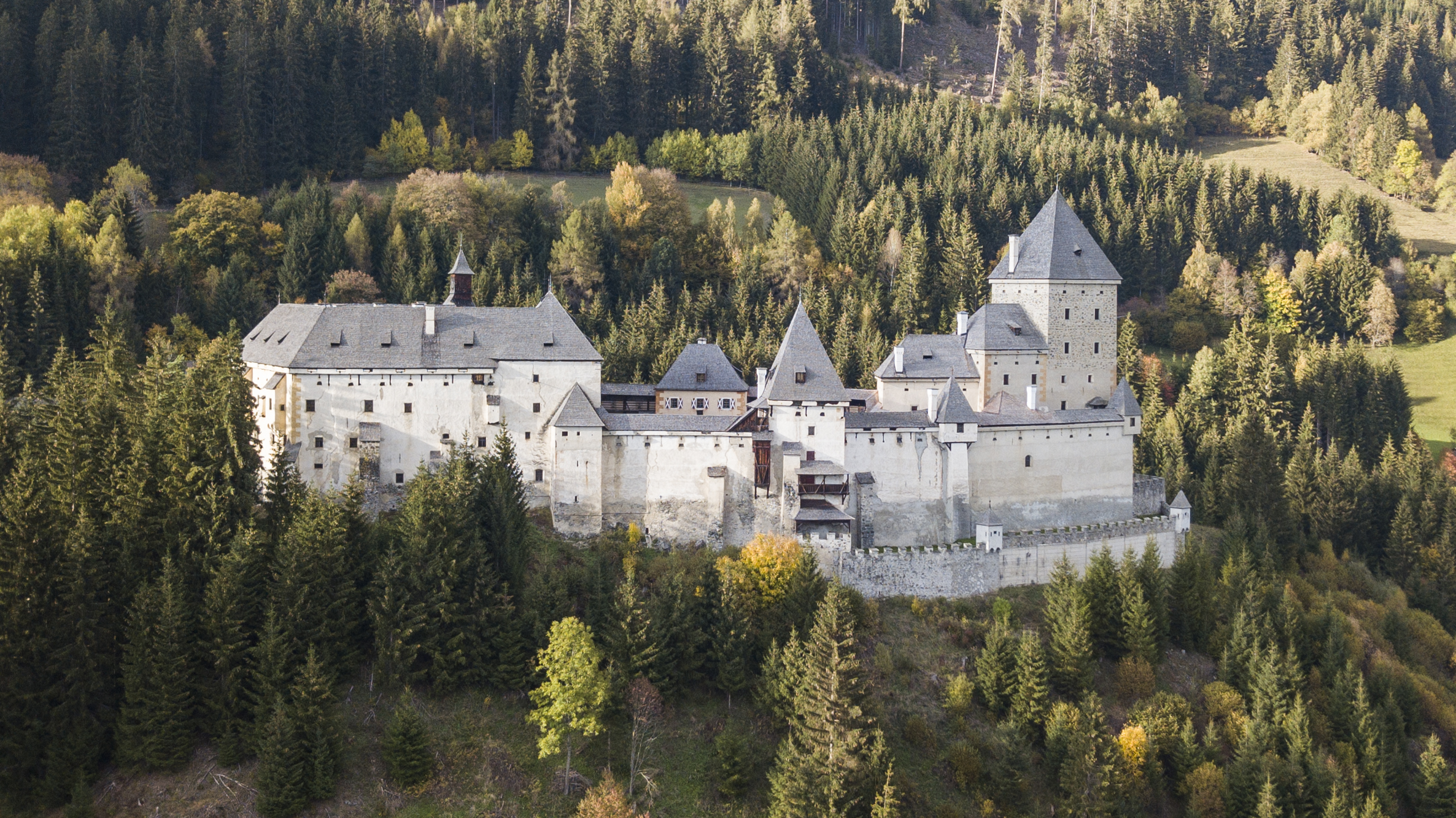
Schloss Moosham, Land Salzburg

## Standeserhöhungen
- 1. April 1500: Freiherrenstand mit dem Prädikat Frei- und Pannerherr von Hultschin und Guttenland.[7]
- 16. November 1709: Ungarischer Grafenstand
- 8. April 1714: Reichsgrafenstand
- 29. Juni 1729: böhmischer Grafenstand
- 13. Januar 1734: Bestätigung der polnischen Magnaten-Würde

## Wappen
- Das Stammwappen: In Rot ein aufgerichteter silberner Gemsbock mit einem goldgerandeten und -beringten schwarzen Leibgurt. Auf dem Helm mit rot–silbernen Decken der Bock wachsend. (Polnische Wappengemeinschaft Herb Koziel, zusammen z. B. mit den Bludowski).

- Das Grafenwappen von 1729: Geviert und belegt mit rotem Herzschild, darin auf grünem Dreiberg der Gemsbock mit der Leibbinde (Stammwappen). Felder 1 und 4 in Gold ein gold-gekrönter und -bewehrter schwarzer Doppeladler, 2 und 3 in Blau eine goldene Blätterkrone, aus der zwei auswärts-gekehrte schwarze Gemsbockhörner hervorgehen. Drei Helme, auf dem rechten mit schwarz–goldenen Decken der Doppeladler, auf dem mittleren mit rot–silbernen Decken der Bock wachsend, auf dem linken mit rot–silbernen Decken die beiden Hörner.

### Entlehnte Wappen

Dobrá u Frýdku-Místku
Hrušov
Slezská Ostrava

## Angehörige

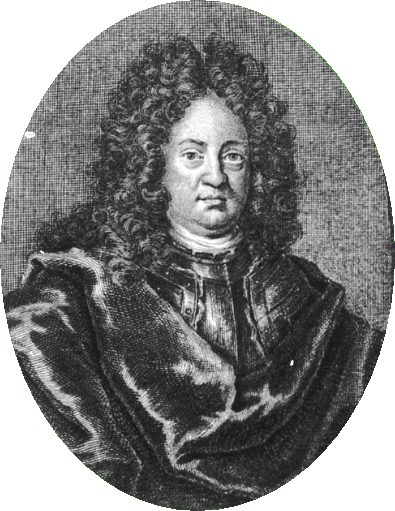
Heinrich Wilhelm von Wilczek (1665–1739), General

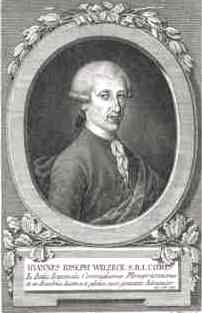
Johann Josef von Wilczek (1738–1819), Diplomat

- Friedrich von Wilczek (1790–1861), habsburgischer Beamter und Politiker
- Heinrich Wilhelm von Wilczek (1665–1739), kaiserlicher General, Politiker und Diplomat
- Hermann von Wilczek (1836–1901), preußischer General der Infanterie
- Georgina von Wilczek (1921–1989), Fürstin von und zu Liechtenstein
- Johann Josef von Wilczek (1738–1819), österreichischer Diplomat und Beamter
- Johann Nepomuk Wilczek (1837–1922), österreichischer Polarforscher und Kunstmäzen
- Joseph Balthasar Graf von Wilczek (1710–1787), Kämmerer, Feldzeugmeister und Kriegskommissar